# Pride Park Stadium

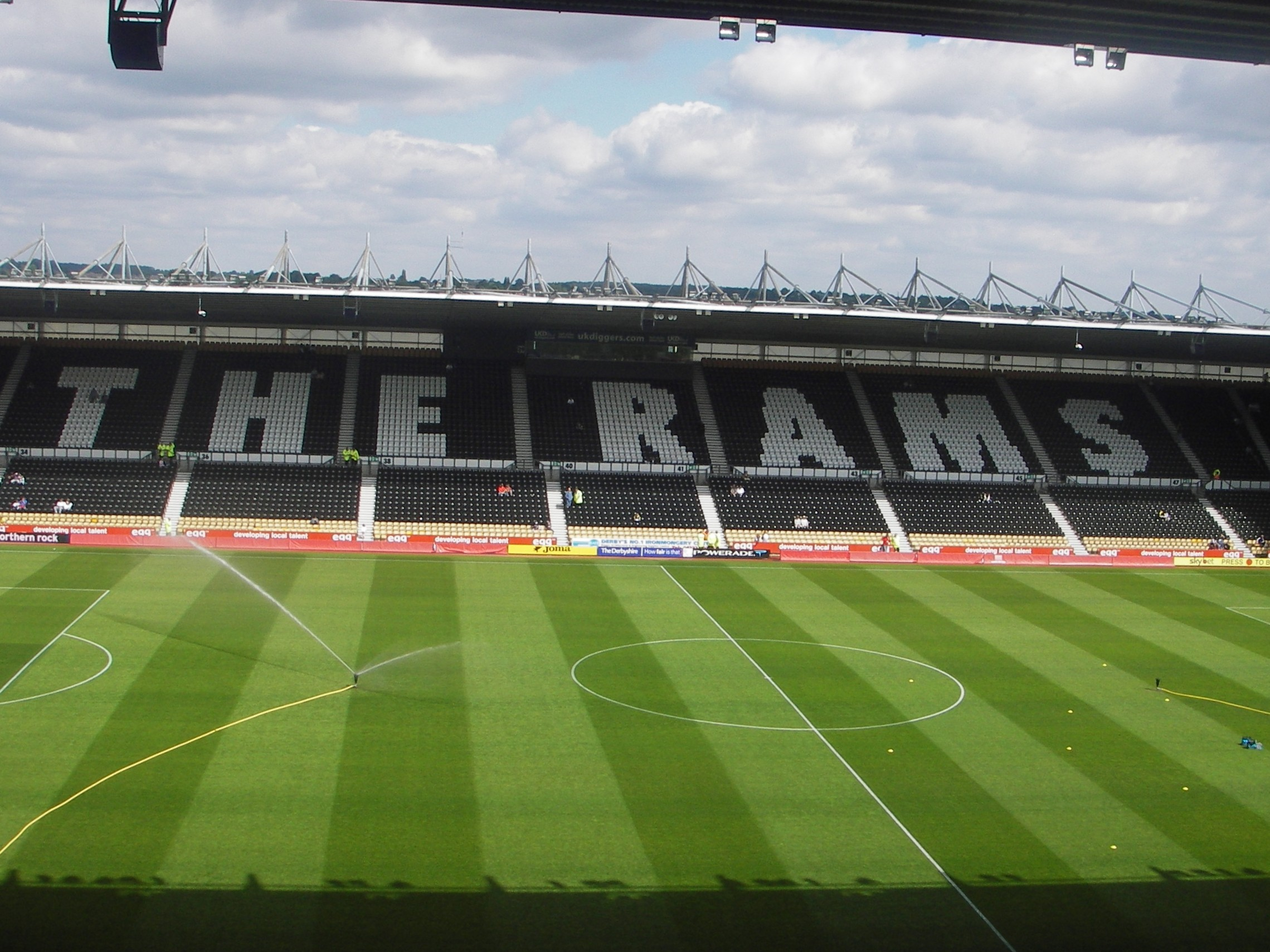
Visão interna

Pride Park Stadium é um estádio de futebol na praça comercial de Pride Park, na periferia da cidade de Derby, na Inglaterra. É a casa do Derby County e suporta 33.597 espectadores.
O estádio foi completado em 1997 e substituiu o estádio anterior, The Baseball Ground. Ele foi aberto pela Rainha Elizabeth II em 18 de julho, com um amistoso contra a Sampdoria em 4 de agosto.